# Interneige
Interneige est une émission de télévision française crée par Guy Lux et Claude Savarit, diffusée sur la 1re chaîne de l'ORTF (1964-1968) et sur Antenne 2 (1976-1981).
Dans un esprit de continuité à la saison estivale des Jeux sans frontières, Guy Lux et Claude Savarit mettent en place Interneige, qui n'est autre que la version hivernale de l'émission de jeu Jeux Sans Frontières.
Animée par Simone Garnier en studio, Guy Lux étant sur « le terrain » des stations de sports d'hiver où se déroulaient les épreuves, l'émission confrontait différents pays européens dans des épreuves sportives se déroulaient sur 4 ou 5 émissions, diffusées entre février et mars.
Pendant l'hiver 1986/1987, a existé une version strictement française d'Interneige, diffusée le samedi après-midi sur TF1, qui mettait en compétition des stations de ski ; elle apparaissait davantage comme une déclinaison hivernale d’Intervilles, associé à une autre, diffusée le soir, Interglace.
La diffusion de l'édition 1977, le samedi soir sur Antenne 2, fut l'occasion de voir l'ébauche de ce qui allait devenir 10 ans plus tard La Classe.

## Pays participants
Entre 1964-1968 ; 1976-1981, quatre pays ont participé aux éditions d'Interneige.
Andorre, St Marin, etc.
- France (1964-1968 / 1976-1981 /).
- Suisse (1965-1968 / 1976-1981).
- Italie  (1977-1981).
- Yougoslavie (1980-1981).

## Villes participantes de 1976 à 1981
Verbier, Les Gets, Briançon, Andalo, Leysin, L'Alpe d'Huez, Bormio, Thyon, Martigny, Chamonix-Mont-Blanc, Aosta-Pila, Haute-Nendaz, Tigne, Limone Piemonte, La Chaux-de-Fonds, Ponte di Legno, Luchon-Superbagnères, Crans-Montana, Pra Loup, Moena, Savognin, Gourette, Val Carlina, Zinal-Val d’Anniviers, Moutier, Megève, Cogne-Aosta, Les Brenets, Le Mont-Dore, Cavalese Val di Fiemme, Gostivar, Serre Chevalier, Kranj, Torgon, Morzine, Recoaro Terme, Delnice,  Les Diablerets, Megève-la Blanche, Gressoney-Aosta, Jahorina-Sarajevo, Anzère, Saint-Gervais-les-Bains, Valmalenco, Raška, Villars-sur-Ollon, La Mongie, Cesana-San Sicario, Rijeka-Platak, Méribel, Pale Koran.

## Les 119 épreuves et le Fil rouge de 1977 à 1981
Chaque émission d'Interneige se rapporte à un thème différent (la mer, l'Afrique, le carnaval, etc.)
- Le Lièvre et la tortue
- Le Loup et l’Agneau
- La Cigale et la Fourmi
- Le Corbeau et le Renard
- La Grenouille qui voulait se faire aussi grosse que le Bœuf
- La campagne électorale
- L’instabilité gouvernementale
- Les pièges de la vie politique
- Don Camillo et Peppone
- Tous aux urnes
- Le conseil municipal
- Les capitaines assoiffés
- La chasse à l’élan
- La leçon de ski
- Les Saints-Bernards
- L’ours mascotte
- Les sirènes
- L'ogre
- Nos ancêtres les Gaulois
- Le remonte-pentes romain
- Le tournoi médiéval
- Le 421 au Grand Siècle
- Lucky Luke et les Dalton
- La course de chevaux
- Les vaches
- Les fromages
- La tradition horlogère
- L’abominable homme des neiges
- Le Loup et l’Agneau
- Les spaghettis
- Les chiens de traineau
- Les poules déplumées
- Les cerises sur le gâteau
- Le hockey-sur-neige
- Tous à l’igloo!
- Les orpailleurs
- La soupe
- La mesotta
- Saint-Michel et les Diables
- Le déserteur
- Combats de reines
- Les chameaux
- Les rhinocéros
- Les autruches
- La libération de Tarzan
- Quatre mages à ski
- Au pays des bonnes bouteilles
- La chevauchée fantastique
- Les Medicine Man
- Les bisons futés
- La descente des rapides
- Le Poney-Express
- De la Statue de la Liberté au Golden Gate
- La douane
- Le permis de conduire pour chameaux
- Vaccin obligatoire!
- Les fruits exotiques
- Chacun chez soi!
- L’arrivée des clients (le service des bagages)
- Le casier à bagages
- Faites sauter les crêpes!
- Les bouteilles de champagne
- Les portes
- Room service
- Les joueurs de ballons
- Les trapézistes et les haltères
- Les écuyères
- Le bombardement (saut à ski)
- La femme-canon
- Le roi du cirque
- Les blanchisseuses
- Les pompiers
- Les boulangers
- Les ramoneurs
- Les facteurs
- Les sommeliers
- Les cartes postales et les anneaux olympiques
- Les touristes sur la piste
- Descente fruitée
- Les lapins font du biathlon
- Le relais-papillon
- Le hockey en sac
- A chacun son moulin
- La corrida
- Le jeu des petits soldats
- Les nounours et leur landau
- Les chiens et le réverbère
- Les dandies font la bombe
- Bretzels et bières
- Les cornets de glace
- Le jeu de quilles
- Les balançoires
- Les gâteaux à la crème
- Le carrousel
- Les bébés baleines
- Le surf-ski
- Les p’tits gars de la Marine
- Le ski nautique
- Les naufragés de la mer
- La course de catamarans
- Les accessoires de plage
- Chasse et pêche
- Les cactus
- Les bouées
- Les cerfs-volants
- Le slalom siamois
- L’auto-tout-à-ski
- Descendons à la plage
- Les dauphins
- La partie de pêche
- Le ski collectif
- Les poupées
- La Fanfare
- Sa Majesté Carnaval
- Les Grosses Têtes
- Les Géants
- Miss Carnaval
- La Bombe
- Les slaloms parallèles (4 à 6 manches) pour le « Fil rouge ».

## Présentateurs français
- 1964-1968 et 1976-1981 : Guy Lux et Simone Garnier (avec Claude Savarit), ainsi que Léon Zitrone (1964-1966)